# La Gnose
La Gnose var en fransk månadstidskrift grundad i Paris av religionsfilosofen René Guénon. Tidskriften täckte ämnen som musik, matematik, geometri, alkemi och frimureri.  Den svenske konstnären Ivan Aguéli publicerade här regelbundet artiklar om sufism.